# Greg Lewis (Leichtathlet)
Greg Lewis (eigentlich Gregory David Lewis; * 9. Dezember 1946 in Victoria) ist ein ehemaliger australischer Sprinter.
Bei den Olympischen Spielen 1968 in Mexiko-Stadt scheiterte er über 100 Meter im Vorlauf und erreichte im 200 Meter Sprint das Halbfinale.
1969 gewann er bei den Pacific Conference Games Silber über 100 und 200 Meter.
Bei den British Commonwealth Games 1970 in Edinburgh schied er über 100 und 200 Meter im Halbfinale aus. In der 4-mal-100-Meter-Staffel erreichte er mit der australischen Mannschaft im Vorlauf wegen eines verlorenen Stabs nicht das Ziel.
1974 siegte er bei den British Commonwealth Games in Christchurch mit der australischen 4-mal-100-Meter-Stafette. Über 100 und 200 Meter wurde er jeweils Fünfter.
Zweimal wurde er Australischer Meister im 100-Meter-Sprint (1969, 1976) und dreimal über 200 Meter (1972, 1973, 1976).
Er ist mit der Hochspringerin Carolyn Wright verheiratet. Die gemeinsame Tochter Tamsyn Lewis ist als Mittelstreckenläuferin erfolgreich.

## Persönliche Bestzeiten
- 100 Yards: 9,4 s, 6. März 1966, Melbourne
- 100 m: 10,1 s, 11. November 1972, Melbourne
- 200 m: 20,53 s, 16. Oktober 1968, Mexiko-Stadt (handgestoppt: 20,5 s, 24. März 1968, Sydney)